# Copa del Rey 2013/14
De Copa del Rey 2013/14 was het 113de seizoen (inclusief 1904, 1910 en 1913) waarin wordt gestreden om de nationale voetbalbeker in Spanje. Het toernooi wordt georganiseerd door de Spaanse voetbalbond (RFEF).
De eerste wedstrijd van het bekertoernooi werd gespeeld op 4 september 2013. De finale zal plaatsvinden op 19 april 2014. Titelverdediger is Atlético Madrid dat in de finale van 2013 Real Madrid versloeg. De winnaar plaatst zich voor de groepsfase van de UEFA Europa League 2014/15.

## Kalender
| Ronde        | Loting            | Data                | Wedstrijden | Clubs   |
| ------------ | ----------------- | ------------------- | ----------- | ------- |
| 1e ronde     | 20 augustus 2013  | 4 september 2013    | 18          | 83 → 65 |
| 2e ronde     | 20 augustus 2013  | 11 september 2013   | 22          | 65 → 43 |
| 3e ronde     | 13 september 2013 | 16 oktober 2013     | 11          | 43 → 32 |
| Laatste 32   | 8 november 2013   | 6–8 december 2013   | 16          | 32 → 16 |
| Laatste 32   | 8 november 2013   | 17–19 december 2013 | 16          | 32 → 16 |
| Laatste 16   | 8 november 2013   | 7–9 januari 2014    | 8           | 16 → 8  |
| Laatste 16   | 8 november 2013   | 14–16 januari 2014  | 8           | 16 → 8  |
| Kwartfinale  | 8 november 2013   | 21–23 januari 2014  | 4           | 8 → 4   |
| Kwartfinale  | 8 november 2013   | 28–30 januari 2014  | 4           | 8 → 4   |
| Halve finale | 8 november 2013   | 5–6 februari 2014   | 2           | 4 → 2   |
| Halve finale | 8 november 2013   | 12–13 februari 2014 | 2           | 4 → 2   |
| Finale       | 8 november 2013   | 19 april 2014       | 1           | 2 → 1   |

## Eerste ronde
De loting voor de eerste ronde vond plaats op 20 augustus 2013 in het bondsgebouw van de RFEF in Las Rozas.
|                             |            |       |               |                                                          |
| 4 september 2013 18:00 CEST | Sariñena   | 1 – 0 | Puerta Bonita | El Carmen, Sariñena Scheidsrechter: Albert Ávalos Martos |
| 4 september 2013 18:00 CEST | Úbeda 105' |       |               | El Carmen, Sariñena Scheidsrechter: Albert Ávalos Martos |

|                             |                                      |       |               |                                                                     |
| 4 september 2013 18:00 CEST | Sant Andreu                          | 2 – 1 | Santa Eulàlia | Camp Municipal Porta, Barcelona Scheidsrechter: Víctor Pérez Peraza |
| 4 september 2013 18:00 CEST | Guzmán García 34' Francis 84' (pen.) |       | Etamané 3'    | Camp Municipal Porta, Barcelona Scheidsrechter: Víctor Pérez Peraza |

|                             |                                                          |       |            |                                                                          |
| 4 september 2013 19:30 CEST | Laudio                                                   | 3 – 1 | Real Unión | Ellakuri, Laudio-Llodio (Álava) Scheidsrechter: Cristian Adrián Lixandru |
| 4 september 2013 19:30 CEST | Aimar 90+1' (e.d.) Gorka Luariz 116' Germán Beltrán 120' |       | Saizar 66' | Ellakuri, Laudio-Llodio (Álava) Scheidsrechter: Cristian Adrián Lixandru |

|                  |          |             |        |                                                                |
| 4 september 2013 | Tropezón | 0 – 1       | Tuilla | Santa Ana, Torrelavega Scheidsrechter: José Luis Corral García |
| 4 september 2013 |          | Miguel 103' |        | Santa Ana, Torrelavega Scheidsrechter: José Luis Corral García |

|                             |                                               |       |                     |                                                     |
| 4 september 2013 20:00 CEST | Leganés                                       | 3 – 0 | Atlético Granadilla | Butarque, Leganés Scheidsrechter: Víctor Rives Leal |
| 4 september 2013 20:00 CEST | Mantovani 29' Valleros 45' Carlos Álvarez 79' |       |                     | Butarque, Leganés Scheidsrechter: Víctor Rives Leal |

|                             |           |       |            |                                                       |
| 4 september 2013 20:00 CEST | Barakaldo | 1 – 0 | Amorebieta | Lasesarre, Barakaldo Scheidsrechter: César Soto Grado |
| 4 september 2013 20:00 CEST | Goti 11'  |       |            | Lasesarre, Barakaldo Scheidsrechter: César Soto Grado |

|                             |                                |       |                       |                                                               |
| 4 september 2013 20:00 CEST | Olot                           | 3 – 2 | Huracán Valencia      | Municipal d'Olot, Olot Scheidsrechter: Iván González González |
| 4 september 2013 20:00 CEST | Xaxi Ferrón 34', 51' Conde 90' |       | Luismi 16' Perona 56' | Municipal d'Olot, Olot Scheidsrechter: Iván González González |

|                             |                |       |             |                                                    |
| 4 september 2013 20:15 CEST | Haro Deportivo | 0 – 0 | Real Oviedo | El Mazo, Haro Scheidsrechter: Óscar Herrero Arenas |
| 4 september 2013 20:15 CEST |                |       |             | El Mazo, Haro Scheidsrechter: Óscar Herrero Arenas |
| 4 september 2013 20:15 CEST | Strafschoppen  |       |             | El Mazo, Haro Scheidsrechter: Óscar Herrero Arenas |
| 4 september 2013 20:15 CEST | 4–2            |       |             | El Mazo, Haro Scheidsrechter: Óscar Herrero Arenas |

|                             |                  |       |                  |                                                                       |
| 4 september 2013 20:15 CEST | Caudal de Mieres | 1 – 0 | Racing de Ferrol | Hermanos Antuña, Mieres (Asturië) Scheidsrechter: Adrián Cordero Vega |
| 4 september 2013 20:15 CEST | Landeira 74'     |       |                  | Hermanos Antuña, Mieres (Asturië) Scheidsrechter: Adrián Cordero Vega |

|                             |                     |       |            |                                                                            |
| 4 september 2013 20:30 CEST | Gimnàstic Tarragona | 1 – 1 | Alcoyano   | Nou Estadi, Tarragona Scheidsrechter: Alfons Melgares de Aguilar Fernández |
| 4 september 2013 20:30 CEST | Querol 91'          |       | Rubio 104' | Nou Estadi, Tarragona Scheidsrechter: Alfons Melgares de Aguilar Fernández |
| 4 september 2013 20:30 CEST | Strafschoppen       |       |            | Nou Estadi, Tarragona Scheidsrechter: Alfons Melgares de Aguilar Fernández |
| 4 september 2013 20:30 CEST | 4–2                 |       |            | Nou Estadi, Tarragona Scheidsrechter: Alfons Melgares de Aguilar Fernández |

|                             |                       |       |             |                                                                       |
| 4 september 2013 20:30 CEST | Cartagena             | 2 – 1 | Guadalajara | Cartagonova, Cartagena (Murcia) Scheidsrechter: Gustavo Rebollo López |
| 4 september 2013 20:30 CEST | Menudo 36' Gaspar 38' |       | Toledo 2'   | Cartagonova, Cartagena (Murcia) Scheidsrechter: Gustavo Rebollo López |

|                             |                            |       |                 |                                                            |
| 4 september 2013 20:30 CEST | Burgos                     | 3 – 1 | San Juan        | El Plantío, Burgos Scheidsrechter: Aarón Suberbiola Zúñiga |
| 4 september 2013 20:30 CEST | Ortega 26' Abdón 92', 116' |       | Lusarreta 90+4' | El Plantío, Burgos Scheidsrechter: Aarón Suberbiola Zúñiga |

|                             |        |           |        |                                                                  |
| 4 september 2013 20:45 CEST | Toledo | 0 – 1     | Huesca | Salto del Caballo, Toledo Scheidsrechter: Hugo José López Puerta |
| 4 september 2013 20:45 CEST |        | Tariq 11' |        | Salto del Caballo, Toledo Scheidsrechter: Hugo José López Puerta |

|                             |             |       |                             |                                                                          |
| 4 september 2013 21:00 CEST | Extremadura | 1 – 2 | Albacete                    | Francisco de la Hera, Almendralejo Scheidsrechter: Alfonso Vicente Moral |
| 4 september 2013 21:00 CEST | Ruiz 46'    |       | Sergio Molina 38' Calle 79' | Francisco de la Hera, Almendralejo Scheidsrechter: Alfonso Vicente Moral |

|                             |                                      |       |                                |                                                     |
| 4 september 2013 21:00 CEST | Écija                                | 2 – 2 | La Hoya Lorca                  | San Pablo, Écija Scheidsrechter: Luis Collado López |
| 4 september 2013 21:00 CEST | Javier López 3' Toni Vela 73' (pen.) |       | Carlos Martínez 8', 69' (pen.) | San Pablo, Écija Scheidsrechter: Luis Collado López |
| 4 september 2013 21:00 CEST | Strafschoppen                        |       |                                | San Pablo, Écija Scheidsrechter: Luis Collado López |
| 4 september 2013 21:00 CEST | 3–2                                  |       |                                | San Pablo, Écija Scheidsrechter: Luis Collado López |

|                             |               |       |                          |                                                               |
| 4 september 2013 21:00 CEST | El Palo       | 1 – 1 | Xerez                    | San Ignacio, Málaga Scheidsrechter: Luis Mario Milla Alvéndiz |
| 4 september 2013 21:00 CEST | Juanillo 100' |       | Oliver Bocos 105' (e.d.) | San Ignacio, Málaga Scheidsrechter: Luis Mario Milla Alvéndiz |
| 4 september 2013 21:00 CEST | Strafschoppen |       |                          | San Ignacio, Málaga Scheidsrechter: Luis Mario Milla Alvéndiz |
| 4 september 2013 21:00 CEST | 2–4           |       |                          | San Ignacio, Málaga Scheidsrechter: Luis Mario Milla Alvéndiz |

|                             |                              |       |          |                                                                |
| 4 september 2013 21:00 CEST | Algeciras                    | 2 – 1 | Novelda  | Nuevo Mirador, Algeciras Scheidsrechter: Víctor García Maqueda |
| 4 september 2013 21:00 CEST | Pedrito 53' Borja Romero 70' |       | Rial 21' | Nuevo Mirador, Algeciras Scheidsrechter: Víctor García Maqueda |

|                             |              |       |                     |                                                                |
| 4 september 2013 21:30 CEST | San Fernando | 1 – 0 | Balompédica Linense | Bahía Sur, San Fernando Scheidsrechter: Jesús Benjumea Álvarez |
| 4 september 2013 21:30 CEST | Ocaña 24'    |       |                     | Bahía Sur, San Fernando Scheidsrechter: Jesús Benjumea Álvarez |

## Tweede ronde
De loting vond plaats op 20 augustus 2013. De wedstrijden werden gespeeld op 11 september 2013.
|                              |        |                               |        |                                              |
| 11 september 2013 20:00 CEST | Tuilla | 0 – 3                         | Burgos | Estadio El Candín, Langreo Toeschouwers: 700 |
| 11 september 2013 20:00 CEST |        | Gabri 4' Héctor 70' Prats 75' |        | Estadio El Candín, Langreo Toeschouwers: 700 |

|                              |                |       |          |                       |
| 11 september 2013 20:15 CEST | Haro Deportivo | 1 – 0 | Sariñena | Estadio El Mazo, Haro |
| 11 september 2013 20:15 CEST | Fernández 46'  |       |          | Estadio El Mazo, Haro |

|                   |                        |       |          |                                                        |
| 11 september 2013 | Gimnàstic de Tarragona | 1 – 1 | Albacete | Nou Estadi de Tarragona, Tarragona Toeschouwers: 2,180 |
| 11 september 2013 | Querol 65'             |       | Samu 76' | Nou Estadi de Tarragona, Tarragona Toeschouwers: 2,180 |
| 11 september 2013 | Strafschoppen          |       |          | Nou Estadi de Tarragona, Tarragona Toeschouwers: 2,180 |
| 11 september 2013 | 4–1                    |       |          | Nou Estadi de Tarragona, Tarragona Toeschouwers: 2,180 |

|                              |                                            |       |                                                      |                                         |
| 11 september 2013 19:00 CEST | L'Hospitalet                               | 3 – 4 | Racing Santander                                     | Feixa Llarga, L'Hospitalet de Llobregat |
| 11 september 2013 19:00 CEST | Mousa Bandeh 9' Soria 66' (e.d.) Haro 100' |       | Soria 17' (pen.) Koné 76' Mayoral 107' Miguélez 119' | Feixa Llarga, L'Hospitalet de Llobregat |

|                              |              |       |          |                                 |
| 11 september 2013 21:30 CEST | San Fernando | 0 – 1 | Tudelano | Estadio Bahía Sur, San Fernando |
| 11 september 2013 21:30 CEST |              |       |          | Estadio Bahía Sur, San Fernando |

|                              |        |          |           |                                                |
| 11 september 2013 20:45 CEST | Huesca | 0 – 1    | Cartagena | Estadio El Alcoraz, Huesca Toeschouwers: 1,000 |
| 11 september 2013 20:45 CEST |        | Fede 63' |           | Estadio El Alcoraz, Huesca Toeschouwers: 1,000 |

|                              |       |                            |        |                                            |
| 11 september 2013 21:00 CEST | Écija | 0 – 2                      | Laudio | Estadio San Pablo, Écija Toeschouwers: 400 |
| 11 september 2013 21:00 CEST |       | Larrucea 16' del Álamo 78' |        | Estadio San Pablo, Écija Toeschouwers: 400 |

|                   |                             |       |      |                                                   |
| 11 september 2013 | Sant Andreu                 | 2 – 0 | Olot | Camp Municipal Porta, Barcelona Toeschouwers: 890 |
| 11 september 2013 | Javi Jiménez 28' Ferrón 63' |       |      | Camp Municipal Porta, Barcelona Toeschouwers: 890 |

|                   |                      |       |                  |                                            |
| 11 september 2013 | Lleida               | 2 – 0 | Caudal de Mieres | Camp d'Esports, Lleida Toeschouwers: 1,100 |
| 11 september 2013 | Imaz 85' Didac 90+2' |       |                  | Camp d'Esports, Lleida Toeschouwers: 1,100 |

|                              |                                                             |       |                    |                                        |
| 11 september 2013 20:00 CEST | Leganés                                                     | 5 – 1 | Lucena             | Estadio Municipal de Butarque, Leganés |
| 11 september 2013 20:00 CEST | Martínez 16' (pen.) García 22' Velasco 56', 77' Postigo 89' |       | Ezequiel López 77' | Estadio Municipal de Butarque, Leganés |

|                              |                   |       |           |                                                 |
| 11 september 2013 20:30 CEST | Olímpic de Xàtiva | 1 – 0 | Barakaldo | La Murta, Xàtiva (Valencia) Toeschouwers: 1,000 |
| 11 september 2013 20:30 CEST |                   |       |           | La Murta, Xàtiva (Valencia) Toeschouwers: 1,000 |

|                              |               |       |             |                                                   |
| 11 september 2013 20:30 CEST | Xerez         | 1 – 1 | Fuenlabrada | Estadio Municipal de Chapín, Jerez de la Frontera |
| 11 september 2013 20:30 CEST | Aguilar 54'   |       | Molino 31'  | Estadio Municipal de Chapín, Jerez de la Frontera |
| 11 september 2013 20:30 CEST | Strafschoppen |       |             | Estadio Municipal de Chapín, Jerez de la Frontera |
| 11 september 2013 20:30 CEST | 4–3           |       |             | Estadio Municipal de Chapín, Jerez de la Frontera |

|                              |               |       |          |                                                                            |
| 10 september 2013 19:30 CEST | Alavés        | 1 – 0 | Zaragoza | Mendizorrotza, Vitoria Toeschouwers: 7,720 Scheidsrechter: Francisco Arias |
| 10 september 2013 19:30 CEST | Viguera 90+1' |       |          | Mendizorrotza, Vitoria Toeschouwers: 7,720 Scheidsrechter: Francisco Arias |

|                   |            |       |                                         |                                                                          |
| 10 september 2013 | Mallorca   | 1 – 4 | Alcorcón                                | Iberostar Stadium, Palma Toeschouwers: 6,375 Scheidsrechter: David Medié |
| 10 september 2013 | Moreno 77' |       | Pacheco 22' Martinez 36' Plano 54', 66' | Iberostar Stadium, Palma Toeschouwers: 6,375 Scheidsrechter: David Medié |

|                   |                 |       |                                     |                                                          |
| 11 september 2013 | Sabadell        | 1 – 3 | Las Palmas                          | Nova Creu Alta, Sabadell (Barcelona) Toeschouwers: 2,528 |
| 11 september 2013 | Gato 50' (pen.) |       | Shojaei 14' Asdrúbal 83' Tato 90+1' | Nova Creu Alta, Sabadell (Barcelona) Toeschouwers: 2,528 |

|                              |                        |       |                     |                                             |
| 11 september 2013 21:30 CEST | Córdoba                | 2 – 2 | Deportivo La Coruña | Nuevo Arcángel, Córdoba Toeschouwers: 9,783 |
| 11 september 2013 21:30 CEST | Caballero 23' Abel 72' |       | Seoane 49' Luis 59' | Nuevo Arcángel, Córdoba Toeschouwers: 9,783 |
| 11 september 2013 21:30 CEST | Strafschoppen          |       |                     | Nuevo Arcángel, Córdoba Toeschouwers: 9,783 |
| 11 september 2013 21:30 CEST | 12–13                  |       |                     | Nuevo Arcángel, Córdoba Toeschouwers: 9,783 |

|                              |                         |       |                      |                                      |
| 11 september 2013 21:00 CEST | Lugo                    | 1 – 1 | Mirandés             | Anxo Carro, Lugo Toeschouwers: 3,000 |
| 11 september 2013 21:00 CEST | Álvarez 23'             |       | Muñiz 3'             | Anxo Carro, Lugo Toeschouwers: 3,000 |
| 11 september 2013 21:00 CEST | Strafschoppen           |       |                      | Anxo Carro, Lugo Toeschouwers: 3,000 |
| 11 september 2013 21:00 CEST | Gómez Sandaza Díaz Manu | 4–3   | Goiria Lucena Muneta | Anxo Carro, Lugo Toeschouwers: 3,000 |

|                              |          |       |          |                                             |
| 11 september 2013 21:00 CEST | Jaén     | 1 – 0 | Numancia | Nuevo La Victoria, Jaén Toeschouwers: 5,000 |
| 11 september 2013 21:00 CEST | Jona 40' |       |          | Nuevo La Victoria, Jaén Toeschouwers: 5,000 |

|                              |                                |       |                         |                                                                         |
| 11 september 2013 21:00 CEST | Recreativo                     | 3 – 2 | Sporting Gijón          | Nuevo Colombino, Huelva Toeschouwers: 1,487 Scheidsrechter: López Acera |
| 11 september 2013 21:00 CEST | Linares 17', 69' Calvente 115' |       | Lekić 65' Hernández 73' | Nuevo Colombino, Huelva Toeschouwers: 1,487 Scheidsrechter: López Acera |

|                              |          |       |          |                          |
| 11 september 2013 19:30 CEST | Eibar    | 1 – 0 | Tenerife | Ipurua, Eibar (Gipuzkoa) |
| 11 september 2013 19:30 CEST | Vera 54' |       |          | Ipurua, Eibar (Gipuzkoa) |

|                              |                       |       |        |                                          |
| 11 september 2013 21:00 CEST | Hércules              | 2 – 0 | Murcia | Rico Pérez, Alicante Toeschouwers: 6,500 |
| 11 september 2013 21:00 CEST | de Lucas 2' Muñoz 77' |       |        | Rico Pérez, Alicante Toeschouwers: 6,500 |

|                   |                              |       |              |                                       |
| 11 september 2013 | Girona                       | 2 – 1 | Ponferradina | Montilivi, Girona Toeschouwers: 2,982 |
| 11 september 2013 | Juncà 84' Felipe Sanchón 85' |       | Robusté 43'  | Montilivi, Girona Toeschouwers: 2,982 |

## Derde ronde
De loting vond plaats op 13 september 2013. De wedstrijden werden gespeeld op 16 oktober 2013.
|                            |                 |       |                                                     |                                                                     |
| 16 oktober 2013 16:30 CEST | CD Tudelano     | 1 - 4 | Cartagena                                           | Estadio Ciudad de Tudela, Tudela Scheidsrechter: Ignacio Hermosilla |
| 16 oktober 2013 16:30 CEST | Jordi Marti 85' |       | Antonio Megias 49' Ruiz 66' Fernando 83' Menudo 88' | Estadio Ciudad de Tudela, Tudela Scheidsrechter: Ignacio Hermosilla |

|                            |                |       |                 |                       |
| 16 oktober 2013 20:15 CEST | Haro Deportivo | 1 - 1 | Algeciras       | Estadio El Mazo, Haro |
| 16 oktober 2013 20:15 CEST | Breixo 16'     |       | Ryan Harper 13' | Estadio El Mazo, Haro |
| 16 oktober 2013 20:15 CEST | Strafschoppen  |       |                 | Estadio El Mazo, Haro |
| 16 oktober 2013 20:15 CEST | 1-3            |       |                 | Estadio El Mazo, Haro |

|                            |           |                      |                        |                            |
| 16 oktober 2013 20:30 CEST | Burgos CF | 0-1                  | Gimnàstic de Tarragona | Estadio El Plantío, Burgos |
| 16 oktober 2013 20:30 CEST |           | Marc Jiménez 9' (p.) |                        | Estadio El Plantío, Burgos |

|                 |                   |     |                     |                                                                   |
| 16 oktober 2013 | Leganés           | 1-1 | Racing de Santander | Estadio Municipal de Butarque, Leganés Scheidsrechter: Germán Cid |
| 16 oktober 2013 | Álvaro Garcia 17' |     | Javi Soria 48' (p.) | Estadio Municipal de Butarque, Leganés Scheidsrechter: Germán Cid |
| 16 oktober 2013 | Strafschoppen     |     |                     | Estadio Municipal de Butarque, Leganés Scheidsrechter: Germán Cid |
| 16 oktober 2013 | 3-5               |     |                     | Estadio Municipal de Butarque, Leganés Scheidsrechter: Germán Cid |

|                            |                       |     |                                                  |                                                                                |
| 16 oktober 2013 20:30 CEST | Xerez                 | 1-3 | Lleida                                           | Estadio Municipal de Chapín, Jerez de la Frontera Scheidsrechter: Carlos López |
| 16 oktober 2013 20:30 CEST | Iván Aguilar 89' (p.) |     | Jesús Imaz 4' Jesús Imaz 71' (p.) Jaime Mata 81' | Estadio Municipal de Chapín, Jerez de la Frontera Scheidsrechter: Carlos López |

|                            |               |     |         |                                                         |
| 16 oktober 2013 20:00 CEST | Laudio        | 2-2 | Olímpic | Estadio Ellakuri, Llodio Scheidsrechter: Alberto Fuente |
| 16 oktober 2013 20:00 CEST |               |     |         | Estadio Ellakuri, Llodio Scheidsrechter: Alberto Fuente |
| 16 oktober 2013 20:00 CEST | Strafschoppen |     |         | Estadio Ellakuri, Llodio Scheidsrechter: Alberto Fuente |
| 16 oktober 2013 20:00 CEST | 7-8           |     |         | Estadio Ellakuri, Llodio Scheidsrechter: Alberto Fuente |

|                            |               |     |        |                   |
| 16 oktober 2013 21:30 CEST | Girona        | 0-0 | Alavés | Montilivi, Girona |
| 16 oktober 2013 21:30 CEST |               |     |        | Montilivi, Girona |
| 16 oktober 2013 21:30 CEST | Strafschoppen |     |        | Montilivi, Girona |
| 16 oktober 2013 21:30 CEST | 4-2           |     |        | Montilivi, Girona |

|                       |          |     |                           |                                    |
| 17 oktober 2013 19:30 | Eibar    | 1-2 | Alcorcón                  | Estadio Municipal de Ipurua, Eibar |
| 17 oktober 2013 19:30 | Capa 71' |     | Vera 44' (e.d.) López 97' | Estadio Municipal de Ipurua, Eibar |

|                            |                         |     |           |                                                                                 |
| 16 oktober 2013 19:30 CEST | Real Jaén               | 2-0 | Deportivo | Nuevo Estadio de La Victoria, Jaén Scheidsrechter: Daniel Jesús Trujillo Suárez |
| 16 oktober 2013 19:30 CEST | Servando 72' Juanma 78' |     |           | Nuevo Estadio de La Victoria, Jaén Scheidsrechter: Daniel Jesús Trujillo Suárez |

|                       |                      |     |      |                                                                              |
| 16 oktober 2013 21:30 | Recreativo de Huelva | 1-0 | Lugo | Estadio Nuevo Colombino, Huelva Scheidsrechter: Ricardo De Burgos Bengoetxea |
| 16 oktober 2013 21:30 |                      |     |      | Estadio Nuevo Colombino, Huelva Scheidsrechter: Ricardo De Burgos Bengoetxea |

|                       |                                         |     |          |                                                     |
| 17 oktober 2013 21:30 | Las Palmas                              | 3-0 | Hércules | Estadio de Gran Canaria, Las Palmas de Gran Canaria |
| 17 oktober 2013 21:30 | Chrisantus 10' Momo 17' (pen.) Tana 48' |     |          | Estadio de Gran Canaria, Las Palmas de Gran Canaria |

Opmerking
- (*) Sant Andreu kreeg een bye.

## Laatste 32
De loting voor de laatste 32 zal worden gehouden in oktober 2013 in het bondsgebouw van de RFEF.
Pottenindeling
| Pot 1 Segunda División B en Tercera División                                                                                     | Pot 2a Champions League                                           | Pot 2b Europa League   | Pot 3 Segunda División                                 | Pot 4 rest van de Primera División                                                                                           |
| --- | ----------------------------------------------------------------- | ---------------------- | ------------------------------------------------------ | --- |
| Segunda División B: Algeciras Cartagena Gimnàstic de Tarragona Lleida Esportiu Olímpic de Xàtiva Racing de Santander Sant Andreu | Barcelona Real Madrid Atlético Madrid (Titelhouder) Real Sociedad | Valencia Betis Sevilla | Alcorcón Girona Las Palmas Real Jaén Recreativo Huelva | Almería Athletic Bilbao Celta Vigo Elche Espanyol Getafe Granada Levante Málaga Osasuna Rayo Vallecano Valladolid Villarreal |

| Team 1                 | Tot.         | Team 2             | 1e wedstr. | 2e wedstr. |
| ---------------------- | ------------ | ------------------ | ---------- | ---------- |
| Valladolid             | 1-3          | Rayo Vallecano     | 0-0        | 1-3        |
| Recreativo Huelva      | 1-4          | Levante            | 1-0        | 0-4        |
| Cartagena              | 2-7          | Barcelona          | 1-4        | 0-3        |
| Girona                 | 2-5          | Getafe             | 1-1        | 1-4        |
| Algeciras              | 1-5          | Real Sociedad      | 1-1        | 0-4        |
| Villarreal             | 3-2          | Elche              | 2-2        | 1-0        |
| Las Palmas             | 1-3          | Almería            | 1-3        | 0-0        |
| Racing de Santander    | 2-1          | Sevilla            | 0-1        | 2-0        |
| Alcorcón               | 2-2 (5-4 np) | Granada            | 0-2        | 2-0        |
| Real Jaén              | 2-4          | Espanyol           | 2-2        | 0-2        |
| Xátiva                 | 0-2          | Real Madrid        | 0-0        | 0-2        |
| Málaga                 | 4-4 (U)      | Osasuna            | 2-2        | 2-2        |
| Gimnàstic de Tarragona | 0-1          | Valencia           | 0-0        | 0-1        |
| Sant Andreu            | 1-6          | Atlético de Madrid | 0-4        | 1-2        |
| Lleida Esportiu        | 3-4          | Real Betis         | 1-2        | 2-2        |
| Celta Vigo             | 1-4          | Athletic Bilbao    | 1-0        | 0-4        |

## Laatste 16
- Heenduels op 8 januari 2014
- Returns op 15 januari 2014

| Team 1         | Tot. | Team 2              | 1e wedstr. | 2e wedstr. |
| -------------- | ---- | ------------------- | ---------- | ---------- |
| Rayo Vallecano | 0-1  | Levante             | 0-0        | 0-1        |
| Barcelona      | 6-0  | Getafe              | 4-0        | 2-0        |
| Real Sociedad  | 1-0  | Villarreal          | 0-0        | 1-0        |
| Almería        | 1-3  | Racing de Santander | 1-1        | 0-2        |
| Alcorcón       | 3-4  | Espanyol            | 1-0        | 2-4        |
| Real Madrid    | 4-0  | Osasuna             | 2-0        | 2-0        |
| Valencia       | 1-3  | Atlético de Madrid  | 1-1        | 0-2        |
| Real Betis     | 1-2  | Athletic Bilbao     | 1-0        | 0-2        |

## Kwartfinale
| Team 1             | Tot. | Team 2              | 1e wedstr. | 2e wedstr. |
| ------------------ | ---- | ------------------- | ---------- | ---------- |
| Levante            | 2-9  | Barcelona           | 1-4        | 1-5        |
| Real Sociedad      | 3-1  | Racing de Santander | 3-1        | 0-0†       |
| Espanyol           | 0-2  | Real Madrid         | 0-1        | 0-1        |
| Atlético de Madrid | 3-1  | Athletic Bilbao     | 1-0        | 2-1        |

## Halve finales
| Team 1      | Tot. | Team 2          | 1e wedstr. | 2e wedstr. |
| ----------- | ---- | --------------- | ---------- | ---------- |
| Barcelona   | 3-1  | Real Sociedad   | 2-0        | 1-1        |
| Real Madrid | 5-0  | Atletico Madrid | 3-0        | 2-0        |

## Finale
| Team 1    | Res. | Team 2      |
| --------- | ---- | ----------- |
| Barcelona | 1-2  | Real Madrid |